# Pistoia Basket 2013-2014
Questa voce raccoglie le informazioni riguardanti il Pistoia Basket 2000 nelle competizioni ufficiali della stagione 2013-2014.

## Stagione
La stagione 2013-2014 del Pistoia Basket 2000 sponsorizzata Giorgio Tesi Group, è la 1ª nel massimo campionato italiano di pallacanestro, la Serie A.
Per la composizione del roster si decise di optare per la formula con 5 giocatori stranieri senza vincoli.

## Roster
Aggiornato al 13 gennaio 2017.
| Giorgio Tesi Group Pistoia 2013-14 | Giorgio Tesi Group Pistoia 2013-14 |
| Giocatori                          | Staff tecnico                      |
| ---------------------------------- | ---------------------------------- |

| N. | Naz.                   | Ruolo | Nome                | Anno | Alt.   | Peso   |  |
| -- | ---------------------- | ----- | ------------------- | ---- | ------ | ------ |  |
| 5  | Stati Uniti (bandiera) | AC    | Ed Daniel           | 1990 | 200 cm | 103 kg |  |
| 6  | Italia (bandiera)      | P     | Guido Meini         | 1979 | 188 cm | 82 kg  |  |
| 10 | Italia (bandiera)      | AC    | Giacomo Galanda (C) | 1975 | 210 cm | 110 kg |  |
| 11 | Stati Uniti (bandiera) | PG    | Brad Wanamaker      | 1989 | 193 cm | 95 kg  |  |
| 12 | Stati Uniti (bandiera) | AP    | Deron Washington    | 1985 | 203 cm | 95 kg  |  |
| 13 | Italia (bandiera)      | AP    | Riccardo Cortese    | 1986 | 194 cm | 87 kg  |  |
| 15 | Italia (bandiera)      | AG    | Francesco Evotti    | 1988 | 193 cm | 85 kg  |  |
| 16 | Italia (bandiera)      | C     | Davide Bozzetto     | 1989 | 207 cm | 93 kg  |  |
| 22 | Stati Uniti (bandiera) | G     | Kyle Gibson         | 1987 | 196 cm | 93 kg  |  |
| 25 | Stati Uniti (bandiera) | AC    | JaJuan Johnson      | 1989 | 208 cm | 98 kg  |  |
| -  | Italia (bandiera)      | C     | Alessio Lumia       | 1995 | 203 cm |        |  |
| -  | Italia (bandiera)      | G     | Mattia Pelucchini   | 1996 | 194 cm | 80 kg  |  |

| Allenatore                                                     |
| - Paolo Moretti                                                |
| Assistente/i                                                   |
| - Nessuno Legenda - (C) Capitano - (IN) Inattivo - Infortunato |

## Mercato

### Sessione estiva
| Acquisti | Acquisti         | Acquisti          | Acquisti   | Acquisti |
| R.       | Nome             | da                | Modalità   |          |
| -------- | ---------------- | ----------------- | ---------- | -------- |
| PG       | Brad Wanamaker   | Limoges CSP       | definitivo |          |
| AP       | Deron Washington | Barak Netanya     | definitivo |          |
| AG       | JaJuan Johnson   | Idaho Stampede    | definitivo |          |
| C        | Ed Daniel        | Murray St. Racers | definitivo |          |
| G        | Kyle Gibson      | Canton Charge     | definitivo |          |
| C        | Davide Bozzetto  | Scaligera Verona  | definitivo |          |
| G        | Francesco Evotti | Basket Gela       | definitivo |          |

| Cessioni | Cessioni         | Cessioni          | Cessioni       | Cessioni |
| R.       | Nome             | a                 | Modalità       |          |
| -------- | ---------------- | ----------------- | -------------- | -------- |
| C        | Jacopo Borra     | Fulgor Omegna     | fine contratto |          |
| AP       | Michael Hicks    | Halcones Xalapa   | fine contratto |          |
| AC       | Fiorello Toppo   | Barcellona        | fine contratto |          |
| G        | Roberto Rullo    | Pall. Cantù       | fine contratto |          |
| P        | Lorenzo Saccaggi | Fulgor L. Forlì   | prestito       |          |
| AG       | Diego Fajardo    | Canarias Tenerife | fine contratto |          |
| G        | Antonio Graves   | Artland Dragons   | fine contratto |          |